# Payanat Thodsanid
Payanat Thodsanid (thailändisch ปิยณัฐ ทอดสนิท; * 10. Juli 2002 in Bangkok) ist ein thailändischer Fußballspieler.

## Karriere
Payanat Thodsanid erlernte das Fußballspielen in der Jugendakademie des Erstligisten Muangthong United. Im Juli 2020 wechselte der Jugendspieler für zwei Jahre auf Leihbasis zum Drittligisten Hua Hin City FC. Mit dem Verein aus Hua Hin spielte er in der Western Region der Liga. Die Saison 2022/23 wurde er an den in der Eastern Region spielenden Drittligisten Koh Kwang FC ausgeliehen. Für den Verein aus Chanthaburi bestritt er 16 Ligaspiele. Im Sommer 2023 kehrte er nach Pak Kret zurück. Hier rückte er in den Kader der ersten Mannschaft. Sein Erstligadebüt gab Thodsanid am 16. September 2023 (4. Spieltag) im Auswärtsspiel gegen den BG Pathum United FC. Bei der 5:2-Niederlage wurde er in der 84. Minute für Poramet Arjvirai eingewechselt. Am 24. Mai 2025 stand er mit Muangthong im Finale des FA Cups, das man mit 3:2 gegen den Meister Buriram United verlor.

## Erfolge
Muangthong United
- Thailändischer Pokalfinalist: 2024/25

## Sonstiges
Payanat Thodsanid ist der Bruder von Purachet Thodsanit.